# Moteur TMD Indenor
Le moteur TMD Indenor est un moteur thermique automobile à combustion interne, diesel quatre temps, avec quatre cylindres en ligne chemisés, bloc en fonte, refroidi par eau, doté d'un vilebrequin cinq paliers, avec arbre à cames latéral (avec culbuteurs et tiges de culbuteurs), commandé par une chaîne de distribution, avec une culasse en aluminium, huit soupapes en tête, développé et produit par la société Indenor de 1959 à 1966.

## Histoire
Le moteur TMD a été le premier moteur diesel à équiper des voitures françaises, d'abord pour Peugeot. Il a également été utilisé par Renault et Citroën.
Indenor était une filiale de Peugeot mais ses moteurs (y compris la gamme Indenor ultérieure XD) ont également été montés par de nombreuses autres marques automobiles. 
Il existe deux versions, qui ont toutes les deux, une course de 80 mm:
- le TMD 80 avec un alésage de 80 mm, qui donne une cylindrée de 1 608 cm3.
- le TMD 85 avec un alésage de 85 mm, qui donne une cylindrée de 1 816 cm3.

Le TMD 85, avec un alésage de 85 mm et une course de 80 mm donne une cylindrée de 1 816 cm3. Comme dans tous les moteurs diesel, le taux de compression est grand par rapport à un moteur à essence. Taux de compression de 7:1 caractéristique d'un 1,5 essence d'origine, le TMD atteint un niveau inférieur à 21:1. 
La puissance maximale du TMD 85 est de 48 ch DIN (55 ch SAE) à 4 000 tr/min, avec un couple maximum de 103 N m à 2 250 tr/min. Ce moteur a été monté sur la Peugeot 403 diesel, mais également dans une production limitée sur la Renault Frégate et camionnettes Citroën HY.

## Évolution du moteur
Le moteur TMD évolue pour devenir le moteur XD, dont la production débute en 1964 sur la Peugeot 404.